# David Panadès i Codina
David Panadès i Codina (Barcelona, 28 de juny de 1920 - Barcelona, 23 de juliol de 2003) fou un futbolista català de la dècada de 1940.

## Trajectòria
Jugava d'extrem esquerre. Començà la seva carrera a la UE Sants. La temporada 1945-46 defensà els colors del CF Igualada. L'any 1946 fou fitxat pel Gimnàstic de Tarragona, juntament amb homes con Juanete, club on passà dues temporades, assolint un ascens a primera divisió. L'estiu de 1948 signà pel RCD Espanyol, on jugà una temporada. En les seves dues temporades a Primera jugà 37 partits i marcà 9 gols. La següent temporada fitxà pel Reial Múrcia, de Segona Divisió, i més tard defensà els colors del Escoriaza de Saragossa i del CE Júpiter. Jugà diversos partits amb la selecció catalana de futbol.